# Kimura Yuji
Yuji Kimura (木村 祐志 Kimura Yūji, sinh ngày 5 tháng 10 năm 1987 ở Minato, Tokyo) là một cầu thủ bóng đá người Nhật Bản thi đấu cho Mito HollyHock ở J. League.

## Thống kê sự nghiệp
Cập nhật đến ngày 23 tháng 2 năm 2018.
| Thành tích câu lạc bộ | Thành tích câu lạc bộ | Thành tích câu lạc bộ | Giải vô địch | Giải vô địch | Cúp                   | Cúp                   | Cúp Liên đoàn | Cúp Liên đoàn | Châu lục | Châu lục  | Tổng cộng | Tổng cộng |
| Mùa giải              | Câu lạc bộ            | Giải vô địch          | Số trận      | Bàn thắng    | Số trận               | Bàn thắng             | Số trận       | Bàn thắng     | Số trận  | Bàn thắng | Số trận   | Bàn thắng |
| Nhật Bản              | Nhật Bản              | Nhật Bản              | Giải vô địch | Giải vô địch | Cúp Hoàng đế Nhật Bản | Cúp Hoàng đế Nhật Bản | Cúp Liên đoàn | Cúp Liên đoàn | AFC      | AFC       | Tổng cộng | Tổng cộng |
| --------------------- | --------------------- | --------------------- | ------------ | ------------ | --------------------- | --------------------- | ------------- | ------------- | -------- | --------- | --------- | --------- |
| 2006                  | Kawasaki Frontale     | J1 League             | 0            | 0            | 0                     | 0                     | 0             | 0             | -        | -         | 0         | 0         |
| 2007                  | Kawasaki Frontale     | J1 League             | 0            | 0            | 0                     | 0                     | 0             | 0             | 1        | 0         | 1         | 0         |
| 2008                  | Kawasaki Frontale     | J1 League             | 0            | 0            | 0                     | 0                     | 2             | 0             | -        | -         | 2         | 0         |
| 2009                  | Kawasaki Frontale     | J1 League             | 2            | 0            | 4                     | 1                     | 0             | 0             | 1        | 0         | 7         | 1         |
| 2010                  | Kawasaki Frontale     | J1 League             | 5            | 0            | 1                     | 1                     | 0             | 0             | 3        | 0         | 9         | 1         |
| 2011                  | Giravanz Kitakyushu   | J2 League             | 38           | 2            | 2                     | 0                     | -             | -             | -        | -         | 40        | 2         |
| 2012                  | Giravanz Kitakyushu   | J2 League             | 41           | 1            | 1                     | 0                     | -             | -             | -        | -         | 42        | 1         |
| 2013                  | Oita Trinita          | J1 League             | 24           | 1            | 4                     | 0                     | 3             | 0             | -        | -         | 31        | 1         |
| 2014                  | Oita Trinita          | J2 League             | 21           | 0            | 1                     | 0                     | -             | -             | -        | -         | 22        | 0         |
| 2015                  | Tokushima Vortis      | J2 League             | 30           | 5            | 0                     | 0                     | -             | -             | -        | -         | 30        | 5         |
| 2016                  | Tokushima Vortis      | J2 League             | 41           | 3            | 2                     | 0                     | -             | -             | -        | -         | 43        | 3         |
| 2017                  | Tokushima Vortis      | J2 League             | 4            | 0            | 1                     | 0                     | -             | -             | -        | -         | 5         | 0         |
| 2017                  | Roasso Kumamoto       | J2 League             | 6            | 0            | -                     | -                     | -             | -             | -        | -         | 6         | 0         |
| Tổng cộng sự nghiệp   | Tổng cộng sự nghiệp   | Tổng cộng sự nghiệp   | 212          | 12           | 16                    | 2                     | 5             | 0             | 5        | 0         | 228       | 14        |